# Viktor Dubský z Třebomyslic
Viktor hrabě Dubský z Třebomyslic (celým jménem Viktor Josef Eugen František hrabě Dubský z Třebomyslic, německy Viktor Graf Dubsky von Trebomislitz; 6. března 1834 Vídeň – 16. července 1915 Zdislavice) byl moravský šlechtic, rakousko-uherský generál a diplomat. Od mládí sloužil souběžně v armádě a diplomacii, ve vojsku dosáhl hodnosti generála kavalerie (1901) a v diplomacii završil svou kariéru jako dlouholetý rakousko-uherský velvyslanec ve Španělsku (1888–1903).

## Původ
Pocházel ze starobylého českého rodu Dubských z Třebomyslic usazeného od 16. století na Moravě, jeho otcem byl František Dubský z Třebomyslic (1784–1873), zakladatel tzv. mladší hraběcí větve zdislavické (hraběcí titul od roku 1834). František byl třikrát ženatý a Viktor se narodil z jeho druhého manželství s Eugenií von Bartenstein (1808–1837). Viktorovou nevlastní sestrou byla slavná rakouská spisovatelka Marie Ebner von Eschenbach, rozená Dubská (1830–1916).

## Diplomatická a vojenská kariéra

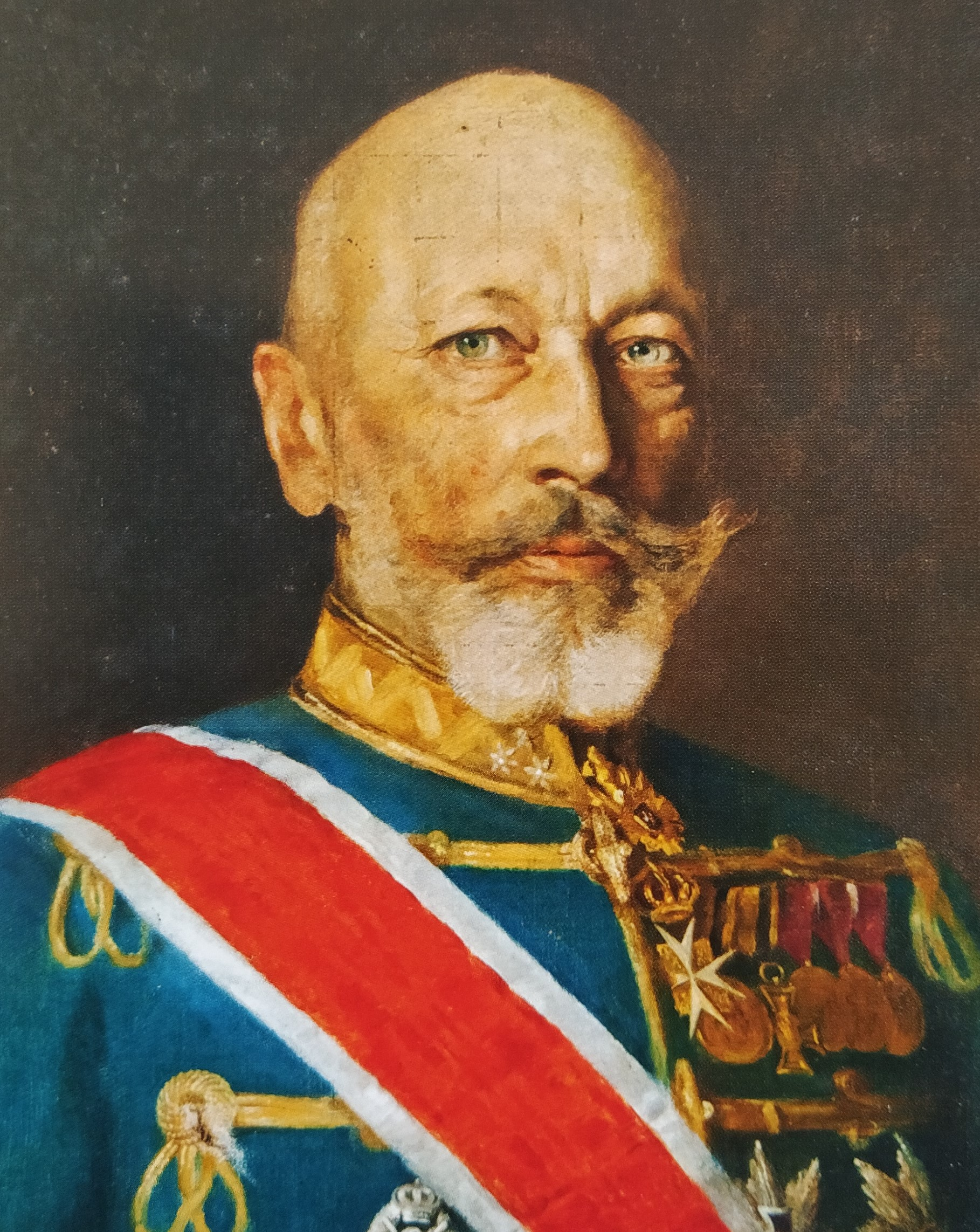
Portrét hraběte Viktora Dubského jako velvyslance ve Španělsku

Studoval na vojenské škole ve Vídni a v roce 1850 vstoupil jako kadet do rakouské armády. Souběžně od roku 1857 působil ve službách ministerstva zahraničí a zastával nižší posty v Londýně, Bruselu, Paříži nebo Petrohradu. V roce 1859 bojoval ve válce Sardinií, v následujícím konfliktu s Pruskem figuroval spíš již jen jako diplomat. Poté byl velvyslaneckým radou v Madridu (1869–1872) a od ledna 1872 krátce v Petrohradu. V letech 1872–1877 byl vyslancem v Teheránu, poté v letech 1878–1880 v Istanbulu. Souběžně postupoval i ve vojenské hierarchii, byl povýšen postupně na generálmajora (1883), polního podmaršála (1888) a nakonec generála jezdectva (1901). Vrcholem jeho diplomatické kariéry byla funkce rakousko-uherského velvyslance ve Španělsku, kterou zastával v letech 1888–1903. V prosinci 1903 opustil diplomatické služby a k 1. lednu 1904 byl penzionován i v armádě. 

## Tituly a ocenění
V roce 1861 obdržel čestnou hodnost c. k. komořího a v roce 1880 získal titul c. k. tajného rady s nárokem na oslovení Excelence. Během dlouholeté diplomatické služby obdržel řadu vyznamenání v Rakousku-Uhersku i od zahraničních panovníků, kromě toho byl čestným rytířem Maltézského řádu. Po odchodu do výslužby byl jmenován doživotním členem rakouské panské sněmovny (1903). 
- velkokříž Leopoldova řádu (Rakousko-Uhersko, 1898)
- Řád železné koruny I. třídy (Rakousko-Uhersko, 1880)
- Vojenský záslužný kříž (Rakousko-Uhersko, 1859)

- velkokříž Řádu Isabely Katolické (Španělsko)
- velkokříž Řádu Karla III. (Španělsko)
- Řád sv. Stanislava I. třídy (Rusko)
- velkokříž Řádu Spasitele (Řecko)
- Řád Medžidie I. třídy (Osmanská říše)
- Řád lva a slunce I. třídy (Persie)
- Řád Leopolda (Belgie)
- Řád svatých Mořice a Lazara (Itálie)

## Rodinné a majetkové poměry

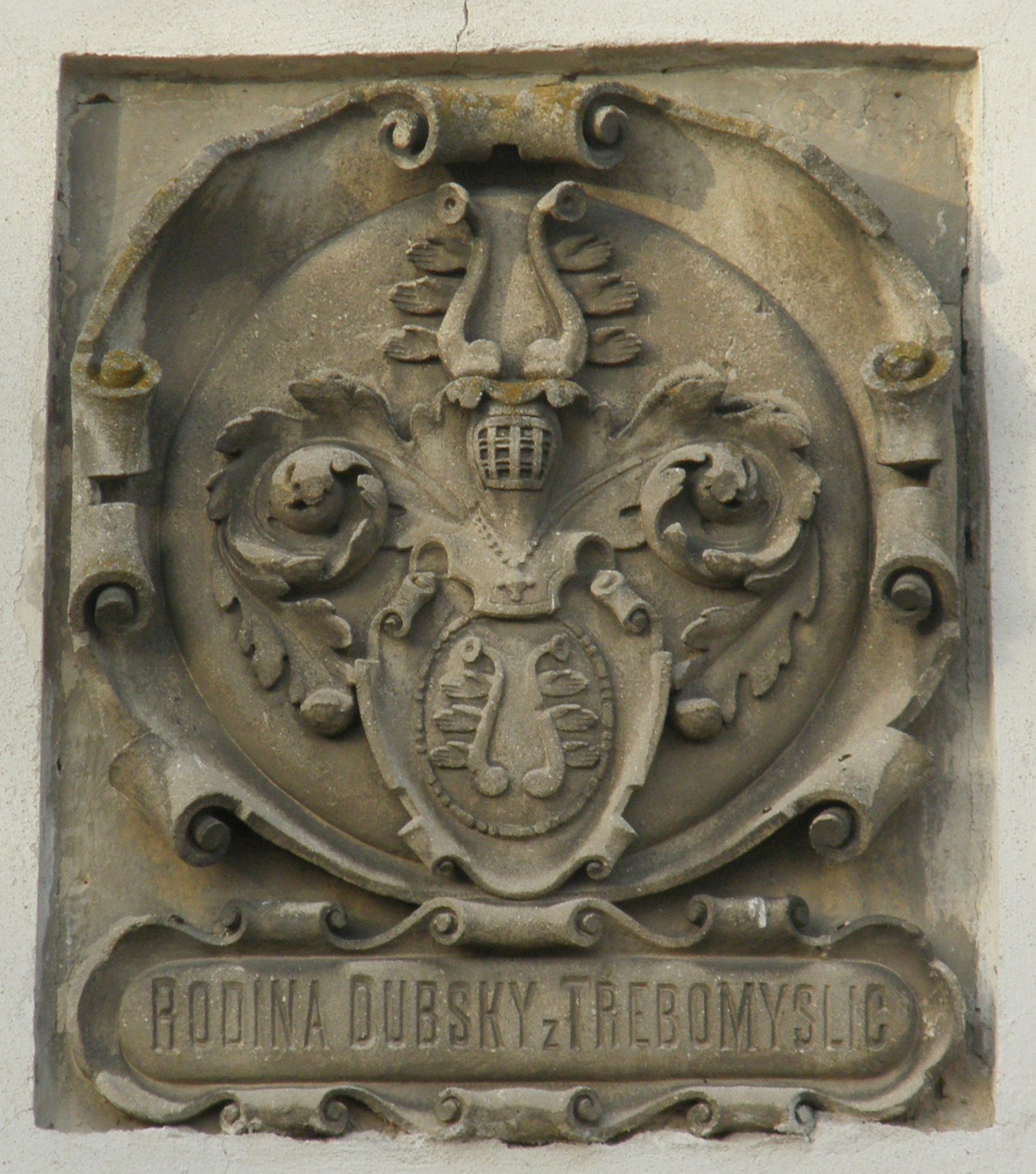
Erb rodu

Viktor Dubský se v roce 1873 oženil s hraběnkou Rosinou von Thun-Hohenstein (1848–1931) z klášterecké větve rodiny Thun-Hohensteinů. Ta po otci zdědila zámek Neuhaus na předměstí Salcburku, Viktor v roce 1891 koupil za 480 000 zlatých velkostatek se zámkem Žádlovice u Mohelnice s pozemky o rozloze 1 600 hektarů půdy. Zámek koncem 19. století prošel stavebními úpravami, Viktor Dubský se po odchodu z diplomatických služeb vrátil na Moravu a v Žádlovicích se zapojil do charity a finančně také podpořil veřejně prospěšné projekty. Do žádlovického zámku umístil své hodnotné umělecké sbírky z doby pobytu ve Španělsku. Kolekce malířství a užitého umění z jeho majetku je dnes umístěna na zámku Velké Losiny.
Z manželství Viktora Dubského a Rosiny Thun-Hohensteinové pocházely dvě děti:
- 1. Helena (26. 5. 1874 Teherán – 15. 9. Salcburk) ⚭ (17. 8. 1894 Salcburk) Waldemar svobodný pán von Thienen-Adlerflycht (16. 10. 1869 Vídeň – 27. 7. 1942 Montreux)
- 2. Adolf Osvald (30. 6. 1878 Athény – 16. 11. 1953 Wasserburg am Bodensee), diplomat ⚭ (20. 6. 1907 Vídeň) Irena hraběnka von Lützow (12. 1. 1884 Řím – 1. 5. 1980 Salcburk)

Zemřel 16. července 1915 ve věku 81 let na zámku ve Zdislavicích u Kroměříže, který byl tehdy majetkem jeho synovce Viktora Dubského (1868–1932), jenž taktéž působil v diplomatických službách.
Viktorovu jedinému synovi Adolfu Osvaldovi byly Žádlovice v roce 1945 zkonfiskovány, 